# شکارچی قدیمی
شکارچی قدیمی (انگلیسی: The Old Huntsman) یک مجموعه شعر که توسط زیگفرید ساسون در سال ۱۹۱۷ سروده شده است.

این مجموعه شعر اولین مجموعه شعر زیگفرید ساسون است. 

نسخه اول